# Cosmosoma coccinifera
Cosmosoma coccinifera là một loài bướm đêm thuộc phân họ Arctiinae, họ Erebidae.